# Vernols
Vernols település Franciaországban, Cantal megyében. Lakosainak száma 59 fő (2022. január 1.). Vernols Allanche, Dienne, Landeyrat, Saint-Saturnin, Ségur-les-Villas, Chalinargues és Chavagnac községekkel határos.

## Népesség
A település népessége az elmúlt években az alábbi módon változott:
| Lakosok száma | 145  | 107  | 93   | 72   | 67   | 66   | 65   | 65   | 65   | 59   |
|               | 1968 | 1982 | 1990 | 2006 | 2013 | 2015 | 2017 | 2019 | 2020 | 2022 |